# Monument a la Batalla d'Anglaterra de Londres
El Monument de la Batalla d'Anglaterra de Londres és una escultura situada a Victoria Embankment, davant del Tàmesi, a Londres Central, en homenatge a tots aquells que van participar en la batalla d'Anglaterra durant la Segona Guerra Mundial. Va ser descoberta el 18 de setembre de 2005, 65è aniversari de la Batalla, pel Príncep de Gal·les i la seva esposa, la Duquessa de Cornualla en presència de diversos dels pilots supervivents, coneguts col·lectivament com "Els Pocs", després del Servei d'Acció de Gràcies del Diumenge de la Batalla d'Anglaterra (aquest servei religiós té lloc cada any des de 1943; el primer va tenir lloc a la catedral de Sant Pau, i a partir de llavors a l'Abadia de Westminster.

## Creació
El monument va ser concebut per Bill Bond, fundador de la Battle of Britain Historical Society , que posteriorment seria fet Membre de l'Imperi Britànic pels seus serveis a la memòria. Va ser l'únic responsable de negociar amb la Ciutat de Westminster per trobar un lloc pel monument, així com per nomenar a Donald Insall Associates com a arquitectes del projecte. També formà un comitè privat per reunir els fons necessaris, després d'aconseguir reunir £250,000 mitjançant una crida al Daily Mail. El pressupost va ser de £1.74 milions, que s'aconseguiren mitjançant donatius. Bill Bond nomenà Lord Tebbit com a president del comitè de finançament.
El monument fa servir una estructura de pannells de granit de 25 metres de longitud, que originàriament estaven dissenyats com a sortida de fums dels trens soterranis quan encara es movien mitjançant màquines de vapor. S'obrí un passadís enmig de l'estructura, i està alineat amb una escultura de gran relleu en bronze descrivint diverses escenes de la batalla d'Anglaterra. La peça central és una escultura a mida natural d'un pilot corrent cap al seu avió durant la batalla. A la part exterior del monument hi ha plaques de bronze amb els noms de tots els pilots que van participar en la Batalla al bàndol aliat.

## El monument
Segons l'escultor Paul Day, el monument està format per les següents escenes:

### Primer panell
1. Els pilots descansen: Els pilots estan descansant mentre que esperen el senyal per llançar-se a l'atac. Al fons hi ha el Canal, que seria la tomba de molts d'ells. Les noies del WAAF miren els pilots des de diferents nivells, com àngels guardians.
2. Els observadors: Escampats per la costa i l'interior, els 30.000 membres del Cos d'Observadors exploraven el cel per interceptar, visual i oralment, els atacants enemics. Després del radar, eren la segona línia de defensa.
3. Els mecànics i muntadors: Els pilots van ser qui més van lloar la tasca de les tripulacions de terra, als que confiaven les seves vides amb el correcte funcionament dels avions. Aquí, apareixen diversos mecànics carregant munició a un Hurricane.
4. Combat: La part central del monument. Els pilots corrent cap als seus avions, sortint del mur i entrant al paviment
5. El cap de pilot i les traçadores: El cap d'un pilot de la RAF en primer pla, concentrat en el combat. Al darrere, un avió disparant, amb el reflex de les bales traçadores.
6. La xerrada al bar: Joves i inexperts, els pilots beuen els comentaris dels seus companys a la batalla.

### Segon panell
1. La trinxera: Grans i petits estan a una trinxera oberta, mirant els combats que tenen lloc al cel, però sense sentir por.
2. Els artillers: L'amenaça arriba en forma de bombardeig. Els artillers es passen la munició abans de ser disparada. Un artiller li fa un petó a una treballadora, com a símbol que el combat tenia lloc enmig de la ciutat.
3. El poder de les dones: L'alliberament de les dones. El treball de les dones no s'atura a les fàbriques d'avions i munició.
4. Dogfight: També a la part central del monument. El cap d'un pilot alemany en primer pla, mentre que el cap d'un pilot de la RAF apareix per damunt de la seva espatlla, com dos cavallers a l'aire.
5. Saint Paul: La catedral de Saint Paul, envoltada de fum i runes, s'alça desafiant el Blitz mentre que el seu voltant està destruït.
6. Buscant a les runes: Després del bombardeig, els cossos de rescat es llencen a la recerca de les víctimes.
7. Fent el te: Preparar el te no era un acte de gran heroisme, sinó de desafiament, en que, malgrat tot, la nació estava decidida a resistir

## Galeria

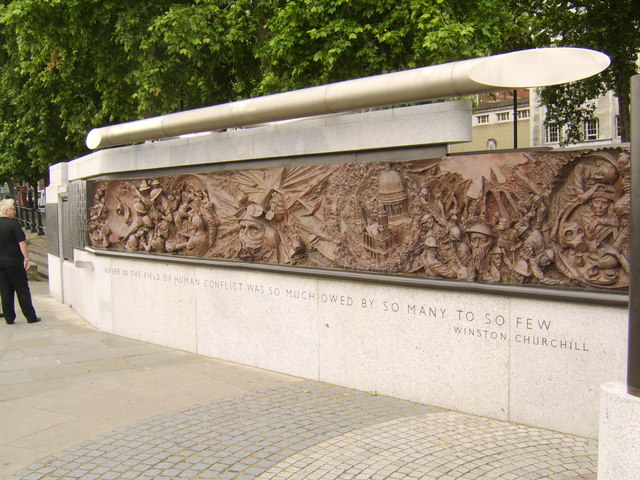
Vista general del monument
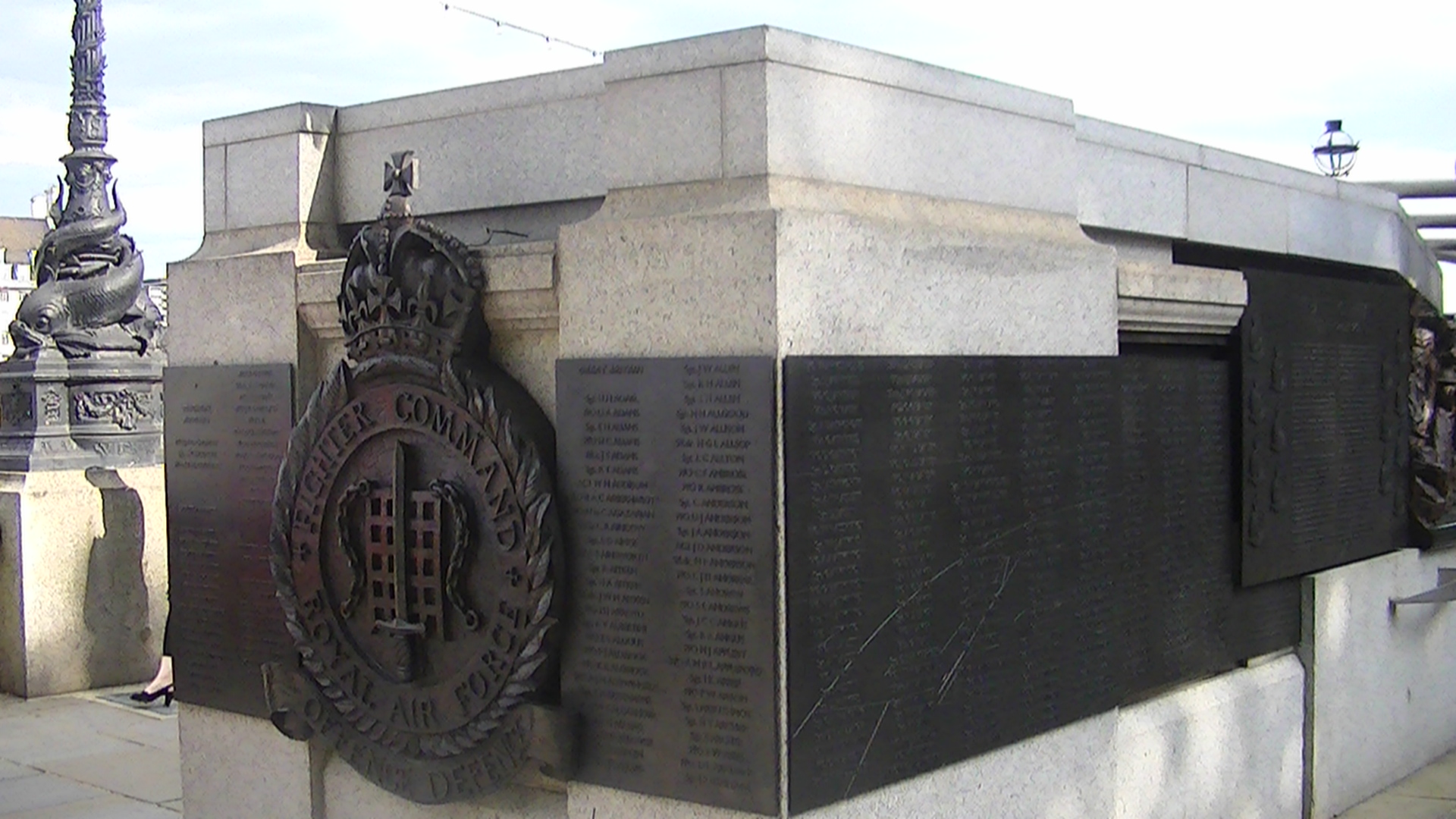
Un dels laterals, amb l'escut del Comandament de Caces
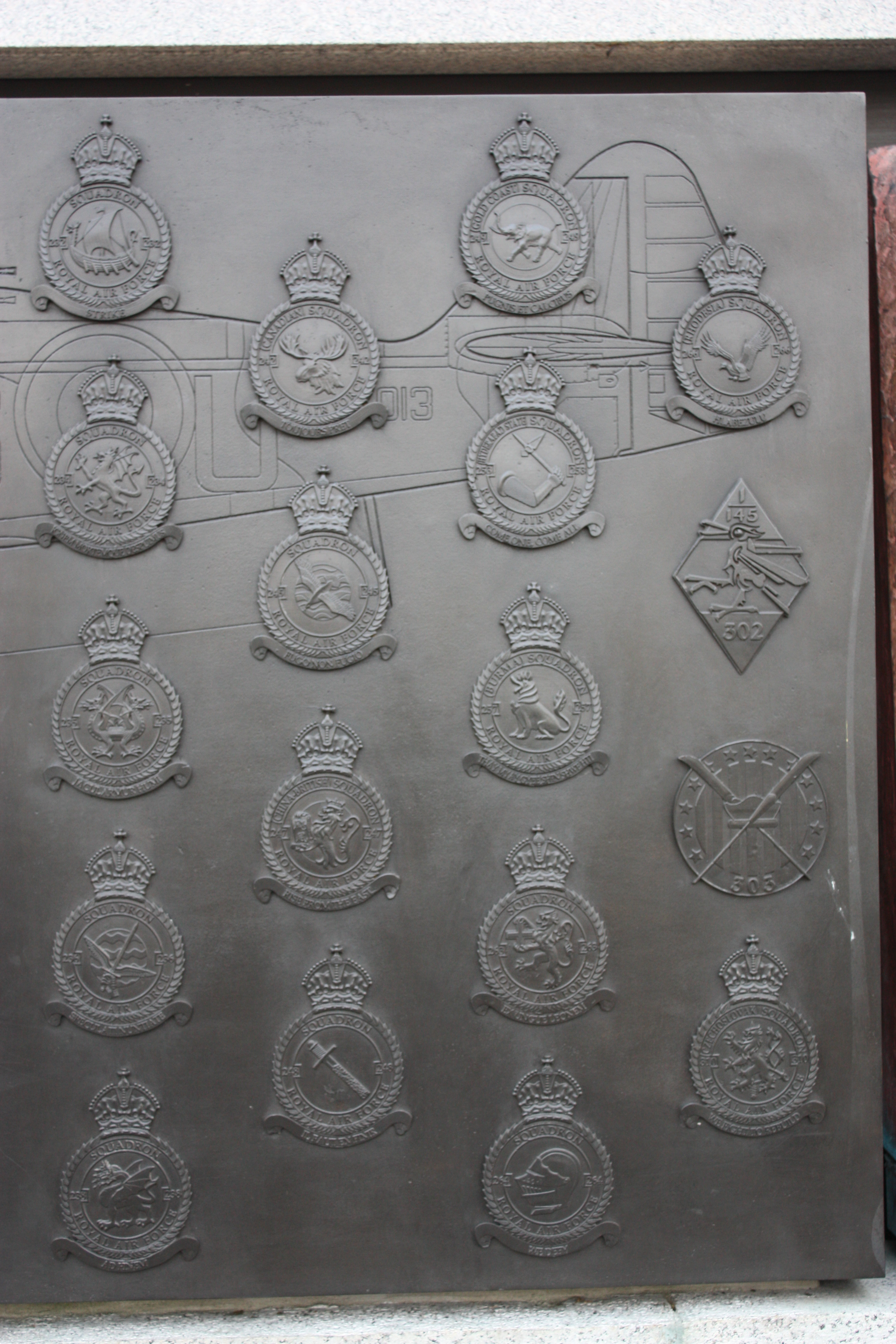
Escuts dels esquadrons participants en la Batalla
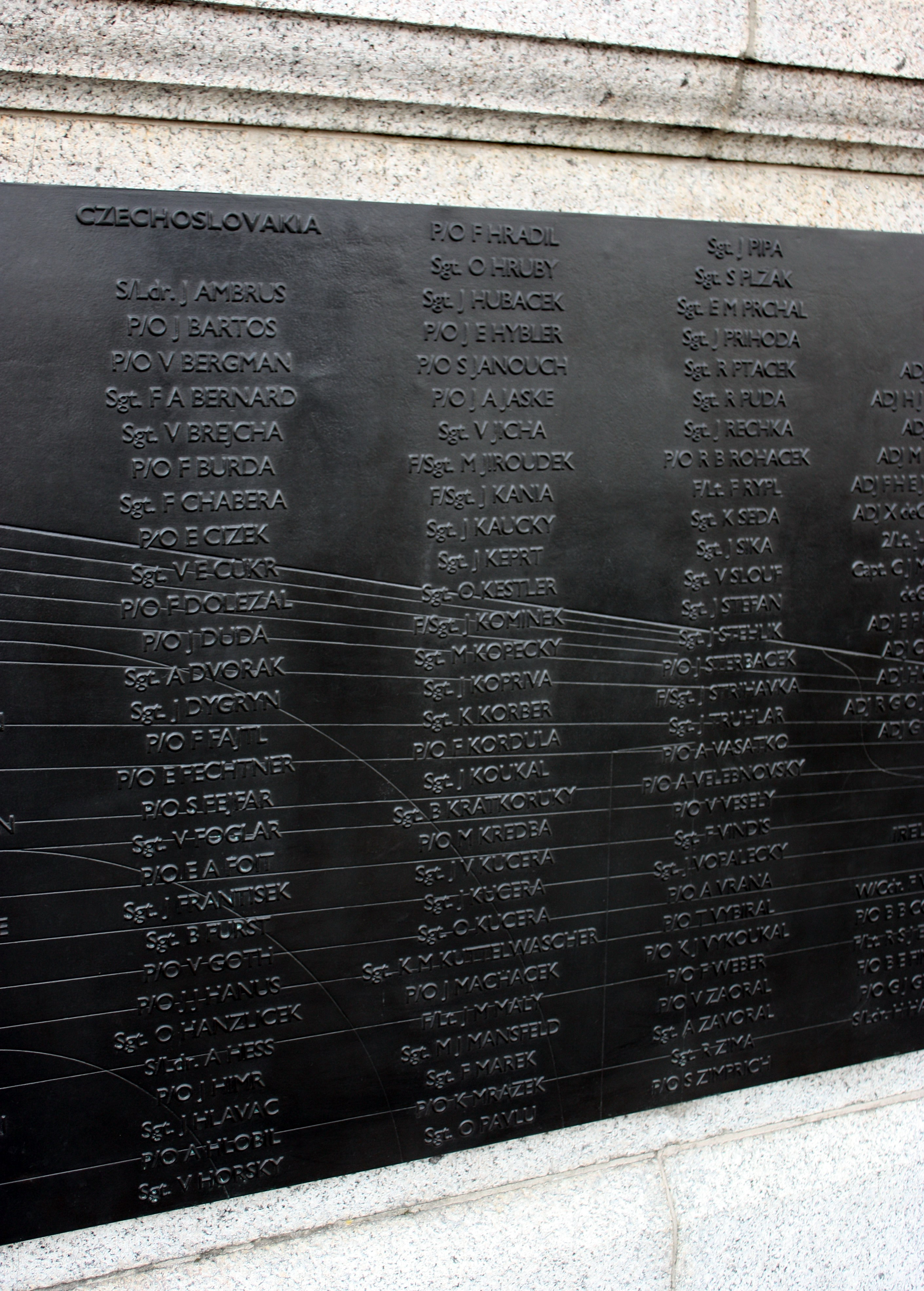
Placa amb els noms dels pilots txecoslovacs participants a la batalla
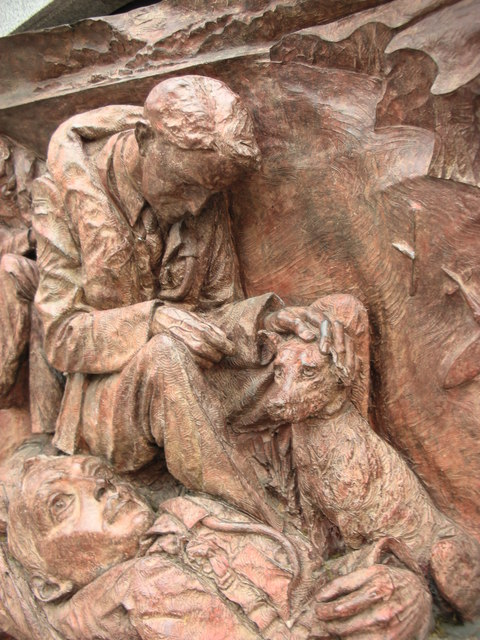
Descans
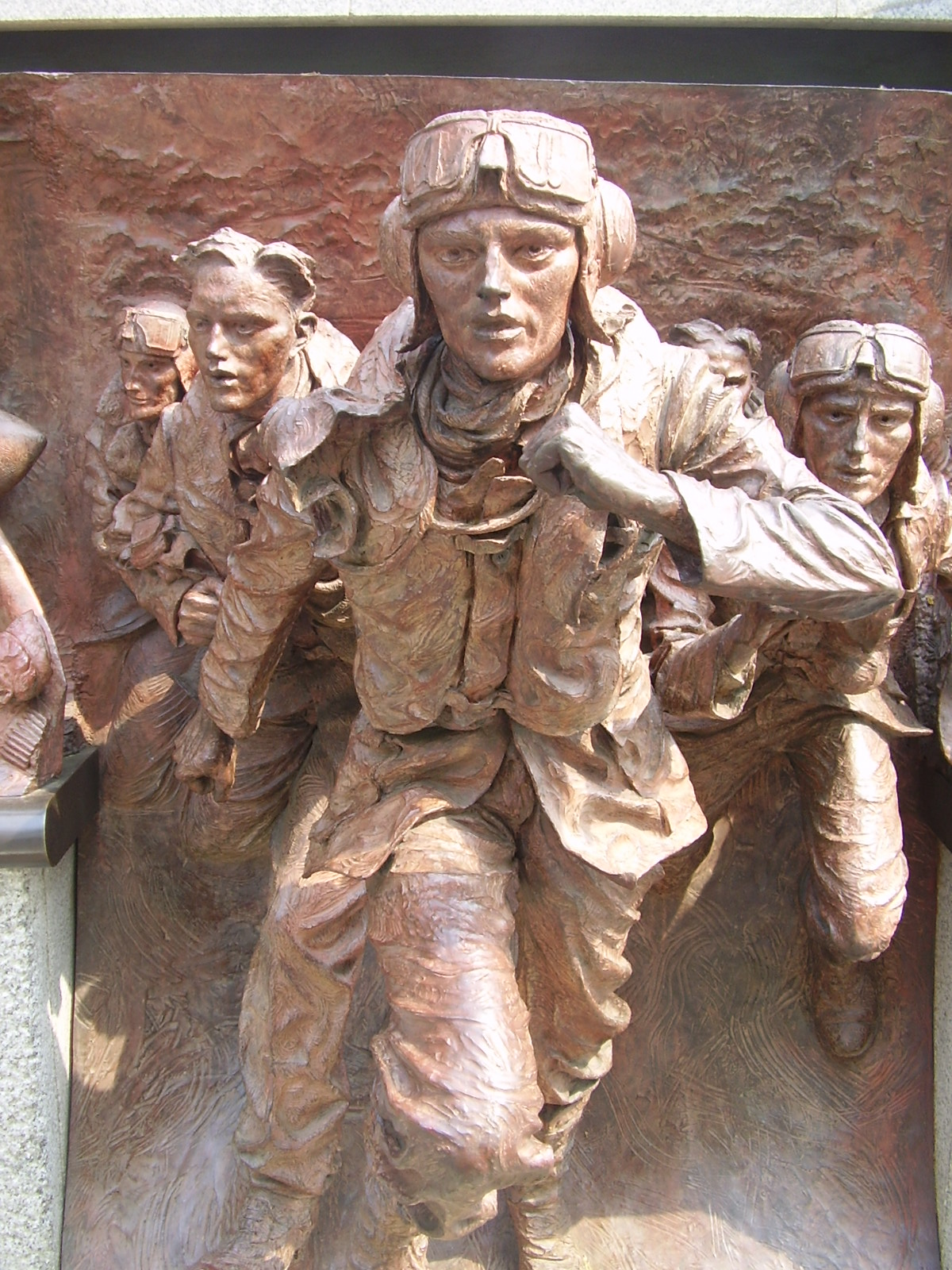
Combat
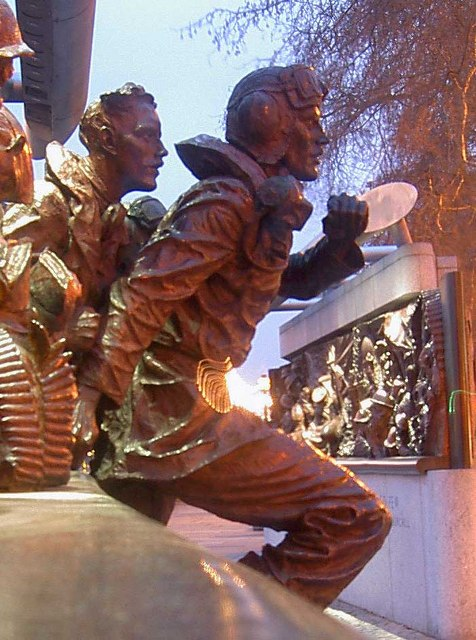
Combat
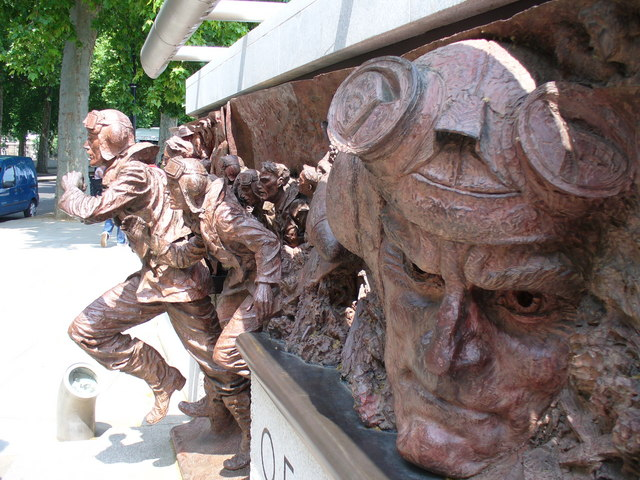
El cap del pilot i Combat al fons
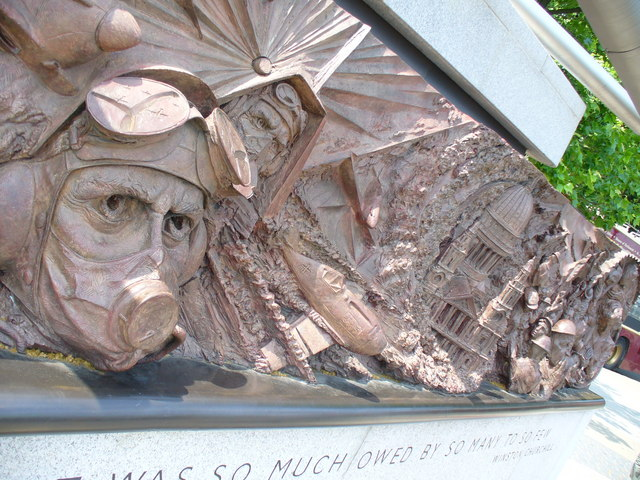
Dogfight
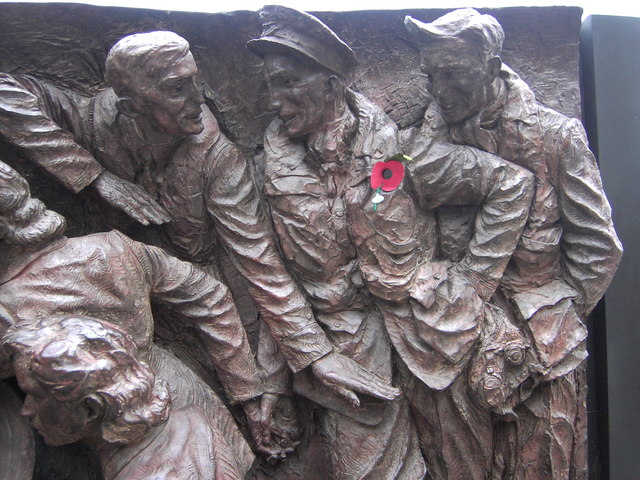
La xerrada al bar